# Drew Stanton
Drew Emeric Stanton (Okemos, 7 maggio 1984) è un giocatore di football americano statunitense che milita nel ruolo di quarterback nella National Football League (NFL). Fu scelto nel corso del secondo giro (43º assoluto) del Draft NFL 2007 dai Detroit Lions. Al college ha giocato a football a Michigan State.

## Carriera professionistica

### Detroit Lions
Stanton fu scelto dai Detroit Lions nel secondo giro del Draft 2007. Dopo essersi sottoposto a un intervento chirurgico nell'agosto 2007, fu dichiarato inabile per tutta la stagione.
Nel 2008, Stanton si infortunò al pollice della mano utilizzata per lanciare nella pre-stagione. Dopo che Jon Kitna fu inserito in lista infortunati, Stanton salì al ruolo di secondo quarterback della squadra, dietro Dan Orlovsky.
Stanton debuttò nella NFL contro i Jacksonville Jaguars (entrando al posto di Daunte Culpepper, il quale aveva firmato coi Lions pochi giorni prima dopo che Orlovsky si era infortunato a un pollice). Il suo primo passaggio tentato in carriera fu un touchdown da una yard, terminando la partita con 6 passaggi completati su 8 e 94 yard guadagnate.
La stagione 2009 iniziò con Stanton come terzo quarterback nelle gerarchie della squadra dietro la prima scelta assoluta del Draft NFL 2009 Matthew Stafford e il precedente titolare Daunte Culpepper. Con Stafford infortunatosi nella settimana 6 contro i Green Bay Packers, Stanton sostituì Culpepper, anch'egli infortunasi nella stessa partita. Drew lanciò 2 intercetti nella sconfitta 0-26 dei Lions. Stanton sostituì nuovamente Culpepper nella settimana 15 contro gli Arizona Cardinals. Passò con 10/19 e un intercetto ma segnò un touchdown su corsa. La settimana successiva partì per la prima volta come titolare contro i San Francisco 49ers.
Nella stagione 2010, Drew Stanton si vide nuovamente in azione quando si infortunarono sia Matthew Stafford che Shaun Hill. Sostituì Shaun Hill contro i New York Giants e passò con 19/34 per 222 yard, con un touchdown e un intercetto. Partì per la seconda volta in carriera come titolare contro i Chicago Bears nella settimana 13 passando con 16/24 per 178 yard e un touchdown. Anche nella settimana successiva fu schierato dall'inizio contro i Green Bay Packers, guidando i Detroit Lions alla vittoria con un passaggio da touchdown da 13 yard per Will Heller. Drew contribuì alla prima vittoria in trasferta dei Lions negli ultimi tre anni, grazie al 23-20 sui Tampa Bay Buccaneers.

### New York Jets
Stanton firmò coi New York Jets il 16 marzo 2012. Dopo che i Jets acquisirono Tim Tebow dai Denver Broncos il 21 marzo, Stanton richiese di essere svincolato o scambiato.

### Indianapolis Colts
Il 23 marzo 2012, i Jets scambiarono Stanton con gli Indianapolis Colts insieme a una scelta del settimo giro del Draft NFL 2012 per una scelta del settimo giro del Draft 2012. Stanton passò la stagione 2012 come riserva del quarterback rookie Andrew Luck senza mai entrare in campo.

### Arizona Cardinals

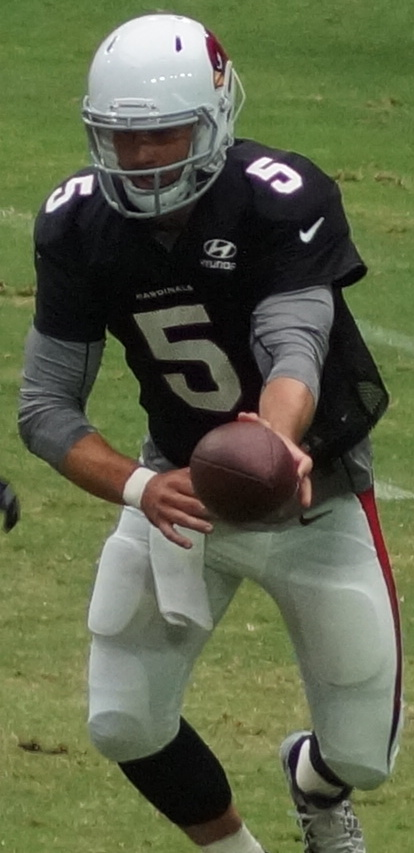
Stanton nel 2016

Il 13 marzo 2013, Stanton firmò un contrattro triennale del valore di 8,2 milioni di dollari con gli Arizona Cardinals. Il nuovo allenatore Bruce Arians affermò che Drew avrebbe avuto la possibilità di competere per il posto da titolare, salvo poi essere superato dal nuovo arrivo Carson Palmer. Stanton disputò la prima partita come titolare dei Cardinals nella settimana 2 della stagione 2014 a causa di un infortunio alla spalla di Palmer. In quella che fu la prima presenza in campo dalla stagione 2010, Drew guidò la squadra alla vittoria sui New York Giants 167 yard passate, senza touchdown e intercetti. Confermato come titolare anche nella settimana successiva contro i 49ers, passò due touchdown nel terzo quarto per il rookie John Brown, andando a vincere 23-14 e mantenendo i Cardinals imbattuti con 244 yard passate. Dopo una sconfitta in casa dei Denver Broncos, nella settimana 6 Stanton lasciò di nuovo la squadra in mano a Palmer al primo posto della division. Questi giocò per il mese successivo, finché si ruppe il legamento crociato anteriore nel quarto periodo della settimana 10 contro i Rams. Entrato al suo posto, Drew trovò la squadra in svantaggio sul 10-14, guidandola fino alla vittoria per 31-14 in pochi minuti, con 85 yard passate e un touchdown. La settimana successiva, nello scontro coi Lions tra le due squadre col miglior record della NFC, Stanton passò due touchdown a Michael Floyd nei primi due possessi di Arizona e ciò fu sufficiente per vincere e salire a un record di 9-1, la miglior partenza della franchigia dal 1948, anno del suo ultimo titolo.
Dopo due sconfitte contro i Seahawks campioni in carica e i Atlanta Falcons, Arizona tornò alla vittoria nel quattordicesimo turno contro i Chiefs, in cui Stanton passò il touchdown del sorpasso nel terzo quarto per Jaron Brown. Quattro giorni dopo, Arizona batté i Rams nella gara del giovedì notte ma Stanton dovette uscire anzitempo a causa di un infortunio al ginocchio, non facendo più ritorno in campo.
Nel settimo turno della stagione 2017, Palmer subì un infortunio che lo tenne fuori per il resto della stagione, così Stanton fu nominato nuovo titolare, portando la squadra alla vittoria contro i 49ers. Prima della settimana 11 però fu costretto anch'egli a farsi da parte per un infortunio al ginocchio. Tornò in campo come titolare nel penultimo turno nella vittoria sui New York Giants per 23-0 passando 209 yard, 2 touchdown e subendo 2 intercetti.

### Cleveland Browns
Il 25 marzo 2018, Stanton firmò un contratto biennale con i Cleveland Browns.

## Palmarès
- Super Bowl : 1

Tampa Bay Buccaneers: LV
- National Football Conference Championship: 1

Tampa Bay Buccaneers: 2020

## Statistiche
| Statistiche della stagione regolare | Statistiche della stagione regolare | Statistiche della stagione regolare | Statistiche della stagione regolare | Statistiche della stagione regolare | Statistiche della stagione regolare | Statistiche della stagione regolare | Statistiche della stagione regolare | Statistiche della stagione regolare | Statistiche della stagione regolare | Statistiche della stagione regolare | Statistiche della stagione regolare | Statistiche della stagione regolare | Statistiche della stagione regolare | Statistiche della stagione regolare | Statistiche della stagione regolare | Statistiche della stagione regolare |
| Anno                                | Squadra                             | Gare                                | Tit.                                | Vitt.                               | Passaggi                            | Passaggi                            | Passaggi                            | Passaggi                            | Passaggi                            | Passaggi                            | Passaggi                            | Corse                               | Corse                               | Corse                               | Corse                               | P. Rating                           |
| Anno                                | Squadra                             | Gare                                | Tit.                                | Vitt.                               | Comp                                | Ten                                 | %                                   | Ten                                 | Media                               | TD                                  | Int                                 | Ten                                 | Yard                                | Media                               | TD                                  | P. Rating                           |
| ----------------------------------- | ----------------------------------- | ----------------------------------- | ----------------------------------- | ----------------------------------- | ----------------------------------- | ----------------------------------- | ----------------------------------- | ----------------------------------- | ----------------------------------- | ----------------------------------- | ----------------------------------- | ----------------------------------- | ----------------------------------- | ----------------------------------- | ----------------------------------- | ----------------------------------- |
| 2008                                | DET                                 | 3                                   | 0                                   | 0                                   | 9                                   | 17                                  | 52,9                                | 119                                 | 7,0                                 | 1                                   | 0                                   | 3                                   | 20                                  | 6,7                                 | 0                                   | 95,0                                |
| 2009                                | DET                                 | 3                                   | 1                                   | 0                                   | 26                                  | 51                                  | 51,0                                | 259                                 | 5,1                                 | 0                                   | 6                                   | 9                                   | 33                                  | 3,7                                 | 1                                   | 26,1                                |
| 2010                                | DET                                 | 6                                   | 3                                   | 3                                   | 69                                  | 119                                 | 66,3                                | 780                                 | 6,6                                 | 4                                   | 3                                   | 18                                  | 113                                 | 6,3                                 | 1                                   | 78,4                                |
| 2014                                | ARI                                 | 9                                   | 8                                   | 5                                   | 132                                 | 240                                 | 55,0                                | 1.711                               | 7.1                                 | 7                                   | 5                                   | 25                                  | 63                                  | 2.5                                 | 0                                   | 78.7                                |
| Totale                              | Totale                              | 22                                  | 11                                  | 8                                   | 236                                 | 427                                 | 55,3                                | 2.869                               | 6,7                                 | 12                                  | 14                                  | 55                                  | 229                                 | 4,2                                 | 2                                   | 71,8                                |

Statistiche aggiornate alla stagione 2014